# 藤居本家
藤居本家（ふじいほんけ）は滋賀県愛知郡に存在する、酒類醸造販売業を営む老舗。
昭和20年から新嘗祭用の御神酒を醸造している蔵元で、鈴鹿山系の伏流水で、新米を醸した白酒を醸造して、宮中や全国の神社に奉納している。

## 製品

### 旭日
旭日昇天にちなんだ名称で、能登杜氏により蓋麹法を採用している。

## 歴史
創業は江戸時代の1831年（天保2年）。
1916年（大正5年）頃に建設された住宅主屋・書院が2000年（平成12年）に国の登録有形文化財に登録され、
続いて1923年（大正12年）頃に建設された東蔵仕込蔵・清酒蔵・試験室及び受検室・煙突が2008年（平成20年）に追加登録された。
1997年（平成9年）に放送されたNHK連続テレビ小説『甘辛しゃん』や2008年（平成20年）放送の『NHKスペシャル・最後の戦犯』のロケが東蔵で行われた。